# Sumowo (powiat suwalski)
Sumowo – wieś w Polsce położona w województwie podlaskim, w powiecie suwalskim, w gminie Jeleniewo.
W latach 1975–1998 miejscowość należała administracyjnie do województwa suwalskiego.